# Örebro Black Knights 2022
Questa voce raccoglie le informazioni riguardanti gli Örebro Black Knights nelle competizioni ufficiali della stagione 2022.

## Maschile

### Roster
| Roster degli Örebro Black Knights (2022) |
| --- |
| Quarterback - 7 Trevor Vasey - 12 Alexander Bornerud Running Back - 28 Timmy Göransson - 29 Gustav Hökback - 30 Kasper Wedberg - 39 Sepehr Mohammadi Wide Receiver - 1 Johannes Lindéus - 3 Jesper Lindéus - 6 Samuel Egberth - 8 Joel Isacsson WR/QB - 11 Deo Rukundo - 14 Filip Wetterberg - 17 Wegahta Goitom Tewelde - 18 Hjalmar Gertsson - 26 Filip Norstedt WR/DB - 27 Lukas Nyström WR/DB - 80 Elliot Norlin - 81 Casper Rosenberg - 83 Mattias Hägerhhult WR/TE - 86 Fredrik Hellqvist - 87 Erik Söder - 88 Znedine Eade - 89 Theodor Asprou Offensive Linemen - 50 Max Friberg - 52 Vidar Onsberg C - 63 Christian Glasnovic - 65 Albin Adolfsson - 68 Johan Andersson - 69 Oscar Sundqvist - 71 Max Horvath - 72 Gustav Rydberg - 76 Viktor Kreü - 77 Nerly Muya - 79 Hampus Palm Defensive Linemen - 9 Sebastian Nilsson - 40 Cesar Hebel - 54 William Domfors - 55 Martin Jäppinen DL/OL - 58 Max Nurminen - 64 Jon Eriksson Zimmerman - 67 Tristen Cox - 93 Henrik Vestman - 97 Elias Niskanen - 98 Kevin Mellberg Linebacker - 4 Johan Lindahl LB/DB - 5 Victor Lindberg - 13 Josh Murphy - 21 Rasmus Brolin - 23 Edvin Jönsson - 31 Jens Rosenberg - 33 Filip Jönsson - 36 Rikard Carlsson - 44 Filip Roth Defensive Back - 2 Eric Murphy - 10 Baby Falk - 15 Viktor Lund - 19 Christoffer Sandelius - 22 Jonathan Armendariz - 24 Markus Persson - 25 Malcolm Strömberg - 32 Carl-Philip Rönnberg - 34 Damien Pulgar Guerrero - 37 Cewin Eriksson - 38 Jacob Wesslén - 46 Philip Batista Gröndahl - 48 Jon Wickholm Special Team |

### Superserien 2022

#### Stagione regolare
| Örebro 2 aprile 2022, ore 15:30 1ª giornata | Örebro Black Knights | 23 – 26 (0-0 14-14 3-6 6-6) referto | Stockholm Mean Machines | Behrn Arena (800 spett.)\| Arbitro: \| J. Kaya \| |
| Arbitro:                                    | J. Kaya              |                                     |                         |                                                   |

| Tyresö 9 aprile 2022, ore 13:00 2ª giornata | Tyresö Royal Crowns | 35 – 16 (0-0 7-10 14-0 14-6) referto | Örebro Black Knights | Tyresövallen (252 spett.)\| Arbitro: \| Mandoki \| |
| Arbitro:                                    | Mandoki             |                                      |                      |                                                    |

| Örebro 16 aprile 2022, ore 15:30 3ª giornata | Örebro Black Knights | 22 – 19 (0-3 0-16 6-0 16-0) referto | Carlstad Crusaders | Behrn Arena (800 spett.) |

| Örebro 21 maggio 2022, ore 15:30 6ª giornata | Örebro Black Knights | 26 – 20 (7-0 6-13 6-0 7-7) referto | Tyresö Royal Crowns | Behrn Arena\| Arbitro: \| J. Kaya \| |
| Arbitro:                                     | J. Kaya              |                                    |                     |                                      |

| Stoccolma 11 giugno 2022, ore 15:00 8ª giornata | Stockholm Mean Machines | 51 – 7 (24-0 20-0 0-0 7-7) referto | Örebro Black Knights | Zinkensdamms Idrottsplats (624 spett.) |

| Karlstad 22 giugno 2022, ore 19:00 9ª giornata | Carlstad Crusaders | 0 – 46 (0-14 0-0 0-19 0-13) referto | Örebro Black Knights | Tingvalla IP (527 spett.)\| Arbitro: \| Hellgren \| |
| Arbitro:                                       | Hellgren           |                                     |                      |                                                     |

#### Playoff
| Örebro 3 luglio 2022, ore 15:00 Semifinale | Örebro Black Knights | 43 – 20 (7-0 20-7 7-13 9-0) referto | Carlstad Crusaders | Behrn Arena (616 spett.) |

| Arbitri: | Hellgren Eliason M. Magnusson H. von Sydow Dahlin B. Westerbjork S. Hagen |

| |           |                                                                        |
| Retzlaff 10':24" Q1 (TD) 30yd pass from Pappas Gavelin-Miranda Q1 (pat) Hallgren 7':42" Q1 (TD) 79yd pass from Pappas Gavelin-Miranda Q1 (pat) Gavelin-Miranda 6':42" Q1 (TD) 20yd pass from Pappas Gavelin-Miranda Q1 (pat) Gavelin-Miranda 0':10" Q1 (FG) 25yd Blomgren 9':09" Q2 (TD) 43yd pass from Pappas Gavelin-Miranda Q2 (pat) Retzlaff 1':06" Q2 (TD) 22yd pass from Pappas Gavelin-Miranda Q2 (pat) Retzlaff 1':42" Q3 (TD) 16yd pass from Pappas Gavelin-Miranda Q3 (pat) Westin 1':06" Q4 (TD) 96yd fumble recovery Gavelin-Miranda Q4 (pat) | Marcatori | Wetterberg 2':27" Q2 (TD) 19yd pass from Vasey Göransson Q2 (tpc) rush |

### Statistiche di squadra
| Competizione | %Vittorie | In casa | In casa | In casa | In casa | In casa | In casa | In trasferta | In trasferta | In trasferta | In trasferta | In trasferta | In trasferta | Totale | Totale | Totale | Totale | Totale | Totale |
| Competizione | %Vittorie | G       | V       | N       | P       | Pf      | Ps      | G            | V            | N            | P            | Pf           | Ps           | G      | V      | N      | P      | Pf     | Ps     |
| ------------ | --------- | ------- | ------- | ------- | ------- | ------- | ------- | ------------ | ------------ | ------------ | ------------ | ------------ | ------------ | ------ | ------ | ------ | ------ | ------ | ------ |
| Campionato   | .500      | 3       | 2       | 0       | 1       | 71      | 65      | 3            | 1            | 0            | 2            | 69           | 86           | 6      | 3      | 0      | 3      | 140    | 151    |
| Playoff      | .500      | 1       | 1       | 0       | 0       | 43      | 20      | 1            | 0            | 0            | 1            | 8            | 52           | 2      | 1      | 0      | 1      | 51     | 72     |
| Totale       | .500      | 4       | 3       | 0       | 1       | 114     | 85      | 4            | 1            | 0            | 3            | 77           | 138          | 8      | 4      | 0      | 4      | 191    | 2223   |

### Statistiche personali

#### Marcatori
| Giocatore          | Ruolo | TD rush | TD recv | TD int | TD p.ret | TD k.ret | TD oth | Xp1 | Xp2 | FG  | Saf | Totale |
| ------------------ | ----- | ------- | ------- | ------ | -------- | -------- | ------ | --- | --- | --- | --- | ------ |
| Jo. Lindéus        |       | 0+0     | 7+3     | 0+0    | 0+0      | 0+0      | 0+0    | 0+0 | 0+0 | 0+0 | 0+0 | 60     |
| Je. Lindéus        |       | 0+0     | 5+2     | 0+0    | 0+0      | 0+0      | 0+0    | 0+0 | 0+0 | 0+0 | 0+0 | 42     |
| Wetterberg         |       | 0+0     | 3+1     | 0+0    | 0+0      | 0+0      | 0+0    | 0+0 | 1+0 | 0+0 | 0+0 | 26     |
| Vasey              |       | 2       | 0       | 0      | 0        | 0        | 0      | 0   | 1   | 0   | 0   | 14     |
| Armendariz         |       | 0       | 0       | 0      | 0        | 0        | 0      | 7   | 0   | 2   | 0   | 13     |
| Göransson          |       | 1+0     | 0+0     | 0+0    | 0+0      | 0+0      | 0+0    | 0+0 | 1+1 | 0+0 | 0+0 | 10     |
| Domfors            |       | 0+0     | 0+0     | 0+0    | 0+0      | 0+0      | 0+1    | 0+0 | 0+0 | 0+0 | 0+0 | 6      |
| Egberth            |       | 0       | 1       | 0      | 0        | 0        | 0      | 0   | 0   | 0   | 0   | 6      |
| Wedberg            |       | 1       | 0       | 0      | 0        | 0        | 0      | 0   | 0   | 0   | 0   | 6      |
| Lund               |       | 0+0     | 0+0     | 0+0    | 0+0      | 0+0      | 0+0    | 0+4 | 0+0 | 0+0 | 0+0 | 4      |
| Gröndahl           |       | 0       | 0       | 0      | 0        | 0        | 0      | 2   | 0   | 0   | 0   | 2      |
| Jäppinen Johansson |       | 0+0     | 0+0     | 0+0    | 0+0      | 0+0      | 0+0    | 0+0 | 0+0 | 0+0 | 0+1 | 2      |

#### Passer rating
| Giocatore | G   | Att    | Comp  | Int | Yds      | TD   | NFL   | NCAA   |
| --------- | --- | ------ | ----- | --- | -------- | ---- | ----- | ------ |
| Vasey     | 6+2 | 198+89 | 90+43 | 6+4 | 1242+580 | 15+6 | 77,03 | 116,85 |
| Bornerud  | 1   | 1      | 1     | 0   | 14       | 1    |       |        |
| Team      | 1   | 1      | 0     | 0   | 0        | 0    |       |        |